# Jean-Charles Vegliante
Jean-Charles Vegliante (Roma, 1947) è un poeta e traduttore francese, specializzato nelle traduzioni poetiche dall'italiano al francese.

## Biografia
Italofrancese formatosi all'École normale supérieure, vive a Parigi dove ha insegnato presso l'Università Sorbonne Nouvelle. Ha tradotto vari autori italiani, fra i quali Dante Alighieri, Giuseppe Gioachino Belli, Mario Benedetti, Lorenzo Calogero, Gabriele D'Annunzio, Eugenio De Signoribus, Franco Fortini, Giacomo Leopardi, Eugenio Montale, Giovanni Pascoli, Pier Paolo Pasolini, Giovanni Raboni, Amelia Rosselli, Vittorio Sereni e Giuseppe Ungaretti. Ha pubblicato gli scritti francesi di Giorgio de Chirico, Alberto Magnelli, Giuseppe Ungaretti ed è stato curatore di alcune edizioni bilingui (Audiberti, Dante, Leopardi, Tasso), si occupa anche di teoria della traduzione e co-dirige, per i lavori collettivi di traduzione poetica, il Centre interdisciplinaire de recherche sur la culture des échanges (CIRCE) da lui fondato. Jean-Charles Vegliante ha prodotto poesie in lingua italiana e tradotto in italiano alcuni componimenti di lingua francese. È stato attivo nel gruppo culturale d'arti plastiche "Atarpop 73"; è stato vicepresidente de Les langues néo-latines e redattore dell'omonima rivista.
Ha scritto alcuni saggi riguardanti il ritmo, la scrittura bilingue, la forma poetica, i fenomeni di translatio (Dante Alighieri, Montale, Pascoli, Quasimodo, Raboni, Sereni), compresi quelli legati all'emigrazione italiana all'estero (Nella Nobili, Ungaretti). Ha tradotto in francese, dietro richiesta di Laura Betti, i sottotitoli del film Il Vangelo secondo Matteo. Ha pubblicato su riviste – cartacee e on-line – di lingua italiana e francese, tra le quali: Catastrophes, Chroniques Italiennes, Dante, formafluens, Le bateau fantôme, Les carnets d'Eucharis, L'Hôte, Le nouveau recueil, L'ospite ingrato, Nuovi Argomenti, Po&sie, poezibao, Recours au Poème, Sud e Samgha. Vi sono sue poesie nel volume Almanacco dello Specchio 2010-2011 e Quadernario 2015. Chair "Metaphorein" dell'Università di Siena 2008. Ha ricevuto il "Premio Giacomo Leopardi" nel 2009 per l'opera poetica e critica. Premio Carlo Betocchi - Città di Firenze 2018, premio Ceppo - Bigongiari 2021. Fa parte di alcuni comitati o redazioni come: Dante, L'Hôte, Stilistica e metrica italiana, TiconTre.

## Opere
- Poètes italiens de l'amour et de l'obscur (XIII-XIVe siècles): n. sp. "SUD", 1974, 84 p. (pres. e trad. con René Nelli)
- Le printemps italien. Poésie des années 70, Paris, Maspero ("Action Poetique"), 1977 (antologia, con la collaborazione di V. Magrelli per l'ultima sezione)
- Giuseppe Ungaretti, Notes pour une poésie et autres textes franco-italiens, prefazione di André Pieyre de Mandiargues, Paris, Solin, 1980 (edizione)
- Giorgio de Chirico, Poèmes - Poesie, Paris, Solin, 1981 (pres. e edizione)
- "Parole (e silenzi) degli immigrati", in L'Italia in esilio. L'emigrazione italiana in Francia tra le due guerre, Roma, 1984
- "Pour une étude de la langue des Italiens en France", in P. Milza (dir.), Les Italiens en France de 1914 à 1940, Roma, Ecole Française de Rome [1985], 1986 (p. 111-139); una sintesi in: Ciao Italia!
- "Vers une prose-poésie ? (approche du second - et dernier - Montale)", in Italianistica e insegnamento (pres. G. Petronio), Trieste, Lint, 1986 (p. 139-59)
- Vers l'amont Dante: poésie 1977-1983, presentazione di Jacqueline Risset, Paris, L'Alphée, 1986 (poesie)
- Franco Fortini, Une fois pour toutes (poésie 1938-1985, avec 2 inédits), Bergerac, Fédérop, 1986 (trad. con B. Simeone, vol. bilingue)
- Gli italiani all'estero 1861-1981, 5 voll., Paris, Université de la Sorbonne nouvelle Paris III, 1986-1996 (n.1, saggio "Dati introduttivi"; a cura di per i voll. successivi - v. ultimo vol. qui)
- Ungaretti entre les langues (avec des inédits), Paris, Éd. Italiques (PSN), 1987 (saggio e ed. poesie inedite, ampliamento di Notes pour une poésie)
- Grytzko Mascioni, Le cœur en herbe, Lausanne, Éditions L'Âge d'Homme, 1987 (cura, traduzione)
- Amelia Rosselli, Impromptu, Paris, Les feuillets de Babel, 1987 (traduzione) - nuova ed. trilingue (Annovi, Thow, Vegliante), Toronto, Guernica, 2014
- Vittorio Sereni, Madrigal à Nefertiti et autres poèmes, Cairo, Éditions de la rue Champollion, 1987 (cura e traduzione)
- "Le problème de la langue: la lingua spacà ", in (coll.) L'immigration italienne en France dans les années 20, Paris, Ed. CEDEI, 1988 (p. 329-45) - riassunto italiano in Dai due versanti delle Alpi, Alessandria, Ed. dell'Orso, 1991
- "Giuseppe Ungaretti, La traversée des Alpes" (cura e trad.), n. sp. Poésie 88 (n. 24), juillet-octobre 1988 (p. 66-97)
- Correspondance Jean Paulhan, Giuseppe Ungaretti, 1921-1968 (a cura di, con Jacqueline Paulhan e Luciano Rebay), Paris, Gallimard, 1989
- Lectures du geste (colloqui di Urbino di ottobre 1988), Paris, Paris III Sorbonne Nouvelle - L.N.L., 1990 (a cura di)
- Pier Paolo Pasolini, Poésies 1943-1970, a cura di René de Ceccatty, Paris, Gallimard, 1990 (traduzione, con altri)
- Sonnets du petit pays entraîné vers le nord, Paris-Sens, Obsidiane, 1991 (poesie) - edizione aumentata, L'Atelier du Grand Tétras, 2019 ISBN 978-2-37531-041-0
- "Une expression poétique de la captivité : V. Sereni en Algérie", in: Italiens et Espagnols en France, Paris, CNRS, 1991 (p. 431-37); ristampa riveduta (L'Harmattan, 1994)
- Avant la découverte du Nouveau Monde [1492] : "bonnes feuilles" de La Comédie de Dante Alighieri (Enfer, Purgatoire) : Les Langues Néo-Latines 277-78 (p. 159-167), été 1991
- D'écrire la traduction, Paris, PSN, 1991 "Italiques", 19962 (saggio), nuova ed. PSN, 2000
- "Franco Fortini à travers Pasolini... ou l'inverse", Les Langues Néo-Latines n. 286, 1993 (p. 175-182)
- Le Tasse, Audiberti, Les flèches d'Armide (cura e postfazione), Paris, Imprimerie Nationale, 1994
- "Cinema e presenza italiana in Francia", in Altreitalie. Rassegna internazionale di studi sulle popolazioni di origine italiana nel mondo, Torino, Fondazione Giovanni Agnelli, n. 6, 1991, p. 140–47. Articolo successivo sul sito ASEI, anno V, 2009
- Les oublies, Paris-Sens, Obsidiane, 1994 (poesie) - tr. inglese Will there be Promises... (tr. P. Broome, J. Kiang), Lewinston, Mellen, 2000
- Dante Alighieri, La Comédie, 3 voll., Paris, Imprimerie nationale, 1996-99-2007; Gallimard, 2012, ed. tascabile bilingue (traduzione e curatela: La Comédie - Poème sacré, collana 'poésie nrf '; ristampe rivedute 2014 e 2021), 1248 p.
- Peut-on donner à voir la mémoire historique? (à propos des films "Déjà s'envole la fleur maigre", 1960, et "Lamerica", 1994), in "La trace" (CEDEI), n. 8, 1995, p. 40–44
- "Leggendo nel Vico de li Strami...", Appunti su alcune recenti traduzioni francesi della Commedia, in "La Parola del Testo" II, 1998 (fasc. 1), Zauli ed., p. 21-48
- Giuseppe Ungaretti, La guerre, une poésie, Nantes, Le Passeur, 1999 (cura, edizione conforme alla prima 1919, postfazione)
- La traduction-migration. Déplacements et transferts culturels Italie-France, XIX-XX siècles, Paris, L'Harmattan, 2000 (a cura di)
- Rien commun, Paris, Belin, 2000 (poesie); un'ampia scelta è tradotta in it. da Felice Piemontese per Stampa2009, Milano: Pensiero del niente [bilingue], 2016
- Andrea Camilleri et al., Lettres de Rome, Paris, Expression II, 2002 (a cura di, con Maria Ida Gaeta, e trad.)
- Voci, Forlì, Grafiche Fioroni, 2002 (poesie)
- Amelia Rosselli, Poésie entre les langues, Paris, CIRCE-Paris III, 2002 (presentazione), con brani da La libellula
- Les écarts culturels dans les dictionnaires bilingues (ital.), Paris, H. Champion, 2002 (collabor.)
- Primo Levi et la "traduction radicale", in "Chroniques Italiennes" 69-70, 2002 (v. poi su Levi scrittore, Ticontre 2016).
- Dictionnaire de poche: français-italien, italien-français, Hachette & De Agostini, 2003 (a cura di, per la parte grammaticale) ISBN 2-01-280573-6
- Stare tra le lingue. Migrazione poesia traduzione, Lecce, Manni, 2003 (collabor. 'Tradurre Dante' p. 37-54)
- Nel lutto della luce. Poesie 1982-1997 ("Le deuil de lumière", antologia bilingue, trad. italiana di Giovanni Raboni), Torino, Einaudi ("Collezione di poesia"), 2004 ISBN 978-88-06-14969-7
- "Traduzione e studi letterari: una proposta quasi teorica", in Anna Dolfi (a cura di): Traduzione e poesia nell'Europa del Novecento, Roma, Bulzoni, 2004, p. 33–52 ISBN 978-88-8319-954-7
- "Il vuoto-pieno referente (Una poesia di V. Sereni)", in: Mélanges offerts à Marie-Hélène Caspar. Littérature italienne contemporaine, musique, Nanterre, CRIX, 2005 (p. 633-44)
- "Giorni calmi a Clichy? La società francese mossa dalla sua periferia", AltreItalie 32, 2006 (art. p. 95–105)
- De la prose au coeur de la poésie, France, Italie, Brésil, Variations du lyrisme, Paris, P.S.N., 2007 (a cura di) ISBN 978-2-87854-378-0
- Itinerario nord e un appunto, S. Lucia ai Monti, SIR (A. Zanella), 2008 (poesie)
- G. Gioachino Belli, Venticinque sonetti... (tr. fr.), 2010-11, ed. elettronica CIRCE
- La répétition à l'épreuve de la traduction. Redire, transformer, Paris, Chemins de Tr@verse, 2011 (a cura di, con Judith Lindenberg, ebook) ISBN 978-2-313-00272-8
- Dante Alighieri, Vie nouvelle, Paris, Classiques Garnier, 2011 (ed. critica bilingue) ISBN 978-2-8124-0227-2
- Oublier les colonies, Paris, Mare & Martin, 2011 (a cura di, con Isabelle Felici): libro e CD, ISBN 978-2-84934-075-2
- Le découvrement infini: dynamiques du dévoilement dans la modernité littéraire, Paris, Presses Sorbonne nouvelle, 2012 (a cura di, con Denis Ferraris) ISBN 978-2-87854-567-8
- L'Italie vue d'ici. La traduction-migration 2, Paris, L'Harmattan, 2012 (a cura di, con Ada Tosatti) ISBN 978-2-296-55923-3
- "Quasimodo (et Cielo d'Alcamo), hypothèse andalouse", CIRCE, 2013; poi (ampliato) in Stilistica e Metrica Italiana XVI, 2016 (p. 297-324)
- Giacomo Leopardi, Chansons / Canzoni (ed. 1824, con le Annotazioni dell'autore), Paris, Le Lavoir Saint-Martin, 2014 (cura, pres., e trad. con l'équipe CIRCE) ISBN 978-2-919749-19-5
- "Il tradurre come pratique-théorie nell'opera poetica e filosofica di Leopardi", XIII Congresso leopardiano [2012], 2014 (Atti, Firenze, Olschki 2016, p. 31-43; e Tavola rotonda p. 486-89)
- Lorenzo Calogero, Poesie (antologia bilingue), (cura, pres., e trad. con l'équipe CIRCE), 2014 [Cfr. anche: L. Chinellato, E. Sciarrino, J.-Ch. Vegliante (dir.), La traduction de textes plurilingues italiens, Paris, Editions des Archives Contemporains, 2015]
- Urbanités, Paris, Lavoir St. Martin, 2015, ISBN 978-2-919749-26-3
- Où nul ne veut se tenir, Bruxelles, La Lettre volée, 2016 (poesie), ISBN 978-2-87317-479-8 (raccolta premiata dall'Académie Française, 2018)
- "La Francia, nuovo pays d'accueil? Tra migrazioni postcoloniali e mobilità intraeuropee", in: Studi di storia contemporanea (a cura di O. De Rosa - D. Verrastro), Padova, 2016 (p. 447-462, con foto di B. Serralongue)
- Composita... (per Monica Biancardi), Paris, Impr. Launay[7], 2017 (poesie)
- Giovanni Pascoli, L'impensé la poésie (scelta, pres. e trad.), Paris - Sesto S. Giovanni, Mimésis, 2018[8]
- "Giuseppe Ungaretti: Per una nuova lettura metrico-ritmica della transizione italo-francese tra L'Allegria e Sentimento del Tempo", Studi e problemi di critica testuale 97, ottobre 2018 (p. 191-210)
- lettre muette - et marche, Condeixa-a-Nova, La Ligne d'Ombre, 2018 (poesie)
- "De Signoribus, Leopardi, mélancolie et résistance": Oblio 38-39, 2020 (p. 225-33)
- "Alcune cruces del traduttore", in: La  'Commedia' - Filologia e interpretazione (a cura di M.G. Riccobono), Milano, LED, 2020 (p. 29-43)
- Trois cahiers avec une chanson, suivi de Source de la Loue, Mont-de-Laval, L'Atelier du grand tétras, 2020 (poesie) ISBN 978-2-37531-057-1
- Fragments de la chasse au trésor (prosa, con poesie), Saint-Benoît-du-Sault, Tarabuste, 2021 ISBN 978-2-84587-528-9
- Giovanni Raboni, Représentation de la croix  (cura e trad.), - pref. J.-Pierre Lemaire -, con un inedito; Paris, Le bruit du temps, 2021
- Rauco in noi un linguaggio (poesie), antologia bilingue (cura: Mia Lecomte), Latiano, Interno poesia, 2021 (premio Ceppo-Bigongiari)
- Territoires de Philippe Denis (saggio), Condeixa-a-Nova, La Ligne d'Ombre, 2021
- Alberto Caramella, "Come nell'acqua - Comme dans l'eau", in collaborazione con Valérie T. Bravaccio, Pisa, Astarte Edizioni, 2022
- "Cronaca negli anni bui" (poesie), L'ospite ingrato 7, aprile 2022
- Incontri, seguito da Altre Babeli (poesie multilingui), Latiano, Interno poesia, 2023 ISBN 978-88-85583-93-1
- "Threnos o Preludio al libello" (pref.) "Erratico insolente", Edoardo Sanguineti e la Francia (intr. Ada Tosatti): n. sp. Quaderni del '900 XXIII, 2023 (p. 11-15)
- Comme celui qui voit - Essai sur Dante, Saint-Benoît-du-Sault, Tarabuste, 2024 ISBN 978-2-84587-657-6 (saggio con traduzioni)
- Paul Éluard, L'amore la poesia (bilingue), cura S. Serra - J.-Ch. Vegliante, Latiano, Interno poesia, 2025